# Edward John Routh
Edward John Routh (1831-1907) va ser un matemàtic anglès i notable professor de la universitat de Cambridge

## Vida i Obra
Fill d'un oficial britànic destacat al actual Canadà, Routh es va graduar al University College de Londres el 1853, havent estudiat amb de Morgan qui li va transmetre la passió per les matemàtiques. L'any següent continua els seus estudis al Peterhouse de la universitat de Cambridge on obté el senior wrangler en el exàmens de matemàtiques de l'any 1854 (el second wrangler va ser aquest any James Clerk Maxwell). A partir de 1855 va ser fellow i professor al Peterhouse.
El 1864 es va casar amb Hilda Airy, filla de l'astrònom reial George Biddell Airy. Van tenir quatres fills.
Durant els seus anys d'ensenyant a Cambridge, Routh es va convertir en el més famós preparador de wranglers: durant trenta anys va preparar uns 700 alumnes, dels quals 480 van ser wranglers entre els 900 que hi va haver en aquest temps. En aquest sentit, va ser el successor de William Hopkins com a fabricant de wranglers.
Routh és també conegut per haver establert les condicions d'estabilitat d'un sistema dinàmic, sense necessitat de calcular les arrels de l'equació característica. Ho va fer en un tractat titulat A Treatise on the Stability of a Given State of Motion, publicat el 1877 i pel que va rebre el premi Adams (un dels més prestigiosos atorgats per la universitat de Cambridge).
Com a bon professor que era, també va escriure alguns llibres de text de geometria, de mecànica i d'estadística que es van convertir en texts estàndard pels estudiants universitaris. Va ser membre fundador de la London Mathematical Society.